# Coupe de la Jeunesse
De Coupe de la Jeunesse is een internationaal roeitoernooi voor junioren georganiseerd door veertien landen onderling. Hierbij wordt de plaats waar het toernooi georganiseerd wordt elk jaar aan een ander land van de organiserende landen toebedeeld. De wedstrijd werd voor het eerst gehouden in Lago di Candia, Italië in 1985 en vindt sindsdien elk jaar plaats. De "Coupe" zelf, de beker die staat op winnen van het toernooi, wordt toegekend aan het land dat de meeste punten haalt gedurende het toernooi.

## Deelnemende landen
De elk jaar deelnemende landen zijn:
Nederland, België, Engeland, Ierland, Frankrijk, Spanje, Portugal, Italië, Oostenrijk, Zwitserland, Hongarije, Polen , Tsjechië. Denemarken

## Status
De Coupe de la Jeunesse is een officieus EK. Dit omdat de overkoepelende organisatie, de FISA, niet deelneemt aan de organisatie en niet alle Europese landen meedoen. Grote afwezige bij het toernooi is Duitsland. Duitsland wordt geweerd omdat dit land te sterk wordt geacht als deelnemend land en alle medailles zou opeisen. Veel landen gebruiken deze wedstrijd als doel voor de atleten die de standaard vereiste voor de wereldkampioenschappen niet halen.

## Puntentelling
De puntentellingsysteem is als volgt. Het land dat een veld wint, krijgt een aantal punten dat overeenkomt met het aantal boten dat aan de start verscheen van dat veld. De nummer 2 krijgt een punt minder dan de nummer 1, enzovoort. In een veld van acht boten krijgt de winnaar dus acht punten, de nummer 2 zeven punten, de nummer 3 zes punten, enzovoort. De winnaar van de Coupe is dan het land dat de meeste punten heeft door alle behaalde punten in de losse velden bij elkaar op te tellen. Geen deelname aan een veld geeft geen punten. Landen die dus niet meedoen aan bepaalde velden verliezen dus al snel een kans om de Coupe te winnen. Alleen landen die alle velden starten, meestal Engeland, Italië en Frankrijk, winnen dan de Coupe.